# Малая Нева
Ма́лая Нева́ — второй по величине рукав дельты Невы после Большой Невы. Отходит от неё у Стрелки Васильевского острова. Впадает в Невскую губу вместе с Малой Невкой между Петровским и Крестовским островами.

## Географические сведения
Длина составляет около 4,25 км, ширина — от 200 до 400 м, глубина — 3—7 м.
Из реки Малая Нева вытекают рукава Невской дельты:
- Смоленка.
- Ждановка.

## Достопримечательности
- Через Малую Неву перекинуты три моста:
  - Биржевой мост;
  - Тучков мост;
  - Мост Бетанкура.
- С 27 мая 2015 года под Малой Невой действует траволаторный тоннель, соединяющий станцию метро Спортивная с Васильевским островом.
- Стрелка Васильевского острова
- Институт прикладной химии (снесён)
- Дворец спорта Юбилейный
- Стадион Петровский
- Газпром Арена